# Riksväg 83
Riksväg 83 är en riksväg i Gävleborgs och Västernorrlands län i Sverige. Den är 230 kilometer lång och går mellan Trafikplats Tönnebro i Söderhamns kommun i Gävleborgs län och Ånge i Västernorrlands län. Större delen av vägen går i Gävleborgs län och i landskapet Hälsingland. En stor del av sträckan ingår i den väg som av turistmarknadsföringsskäl har fått namnet "Tidernas väg". Vägen passerar bland annat Kilafors, Bollnäs, Järvsö och Ljusdal.
Vägen används av många som ska åka mellan Stockholmsregionen och Jämtland. Sträckan Stockholm-Östersund via väg 83 är 545 kilometer. Man kan på den sträckan även åka via Ljusdal-Ytterhogdal (556 kilometer) eller via Sundsvall (566 kilometer).

## Historia
Före 1962 kallades sträckan från Axmartavlan (som där anslöt till riksväg 13, senare kallad E4) till Skog länsväg 303, från Skog till Sibo, länsväg 305, och från Sibo till Ånge länsväg 272. Länsväg 272 gick då från Uppsala via Sandviken-Sibo-Ljusdal till Ånge, numera endast Uppsala-Sandviken-Sibo. Riksväg 83 norr om Sibo kallas liksom hela länsväg 272 för Tidernas väg.
Vägen går långa bitar i samma sträckning som på 1940-talet . Det är dock nyare väg en stor del av sträckan Bollnäs-Ljusdal, Hennan-Ramsjö (byggd på 1960-talet, innan dess väster om sjön) och förbi Alby (1970-talet). Sträckan Axmartavlan-Bollnäs är breddad, delvis uträtad och med vissa nyare sträckor. Riksväg 83 var den sista svenska riksväg som på några sträckor saknade beläggning utan istället var grusväg ända fram till slutet på 1980-talet.[källa behövs]
1993 blev vägen hyllad med en sång på skivan "Vänner och grannar" av Sigge Hill från Hudiksvall.

## Trafikplatser, korsningar och anslutningar
4 kilometer väster om Ånge delar sig vägen i en nordlig och en västlig gren. Den nordliga grenen är 3 kilometer lång och ansluter till europaväg E14 nära Granboda. Den västliga grenen är 5 kilometer lång och ansluter till E14 vid Näset.
|  | Nr     | Namn                 | Skyltning                  |
|  | ------ | -------------------- | -------------------------- |
|  | Avfart | Trafikplats Tönnebro | Sundsvall, Stockholm       |
|  |        | i Sibo               | Sandviken                  |
|  |        | i Bollnäs            | Falun (Rv 83 svänger)      |
|  |        | i Bollnäs            | Söderhamn                  |
|  |        | i Ljusdal            | Sveg (Rv 83 svänger)       |
|  |        | över Ljusnan         | cirka 300 m längd          |
|  |        | i Ljusdal            | Hudiksvall (Rv 83 svänger) |
|  |        | i Östavall           | Hede                       |
|  |        | nära Ånge            | Trondheim Sundsvall        |